# Monomachija Parysowa z Menelausem

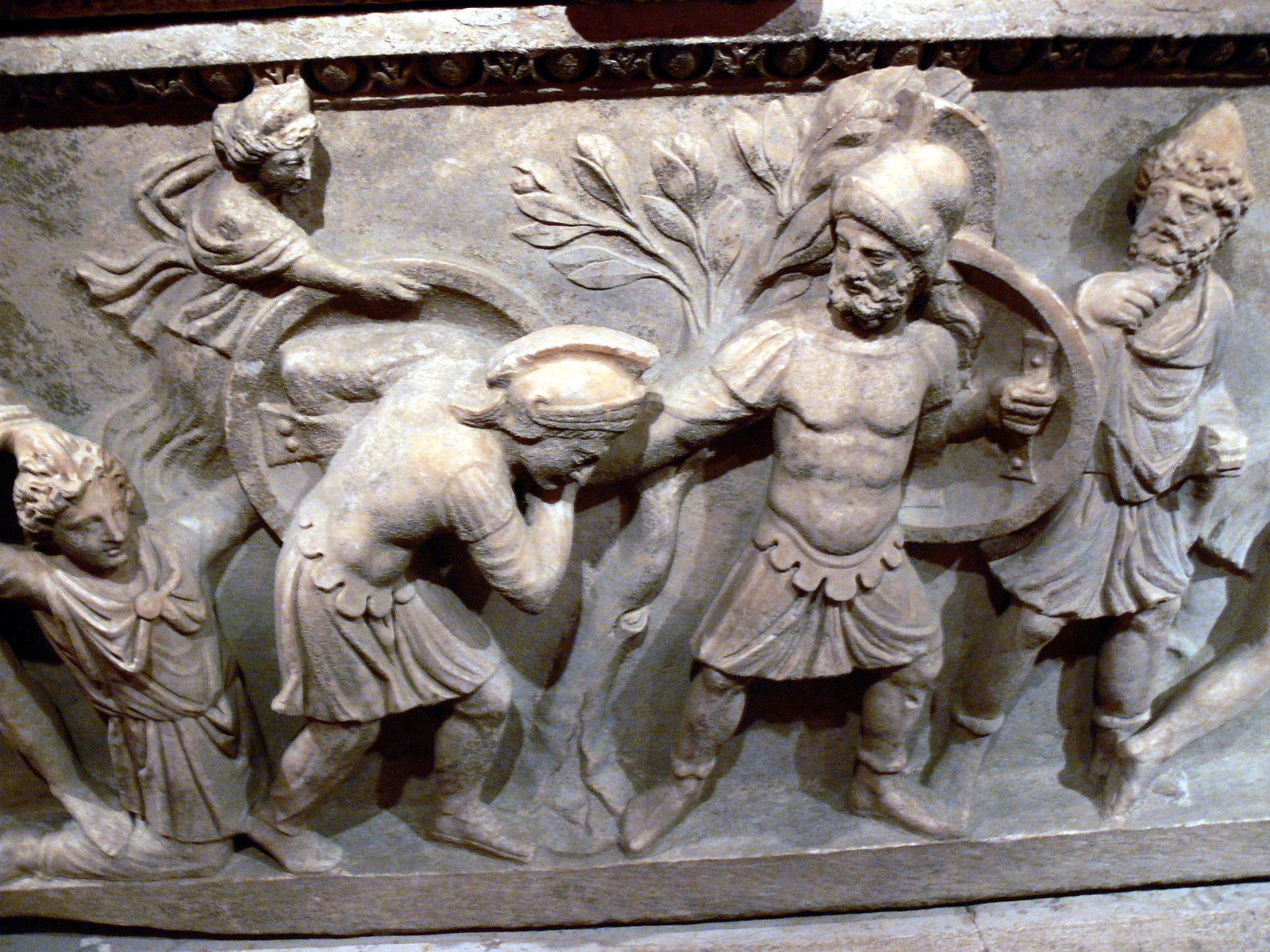
Pojedynek Parysa z Menelaosem, płaskorzeźba na sarkofagu z II w. n.e.

Monomachija Parysowa z Menelausem – przekład fragmentu trzeciej księgi Iliady Homera dokonany przez Jana Kochanowskiego.
Monomachija jest pierwszym przekładem fragmentu Iliady na język polski. Liczy ponad 450 wierszy. Opisuje walkę Parysa, królewicza trojańskiego, z Menelaosem, królem Sparty, podczas oblężenia Troi. Data powstania przekładu nie jest znana. Brak też informacji, czy Kochanowski planował przetłumaczenie całej Iliady. Monomachija została wydrukowana po raz pierwszy w pośmiertnym wydaniu dzieł Kochanowskiego, dokonanym przez Jana Januszowskiego w roku 1585/1586 i znanym jako Jan Kochanowski.